# Dilbar (Schiff)
Die Dilbar wurde 2015 bis 2016 auf der Fr. Lürssen Werft in Bremen gebaut und ist eine der größten Megayachten der Welt. Sie übernahm den Namen einer kleineren Yacht desselben Eigners und derselben Werft aus dem Jahr 2008.

## Geschichte
Das Schiff wurde unter Geheimhaltung und der Bezeichnung Project Omar auf der Lürssen-Werft gebaut. Alischer Usmanow ersetzte mit dem Neubau die bis dahin namensgleiche, aber deutlich kleinere Dilbar von 2008 (später Ona, nun Al Raya). Die Baukosten sollen sich auf knapp 600 Millionen Euro belaufen haben.

Im März 2022 wurde der weitere Betrieb des Schiffs als Reaktion auf den Russischen Überfall auf die Ukraine 2022 in Deutschland gestoppt und die Yacht festgesetzt, nachdem das Bundeskriminalamt hörte, dass die Yacht über ein verschachteltes System Usmanows Schwester Gulbahor Ismailova gehört, die auch sanktioniert worden war. Später stellte sich heraus, dass diese Informationen falsch waren, und das BKA musste seine Behauptungen entfernen. Usmanow und seine Vertreter erklärten, dass die Yacht weder ihm noch seinen Verwandten gehöre. Sie sei im Besitz des Treuhänders eines unabhängigen Trusts, dessen Begünstigte weder er noch seine Familienmitglieder seien. Usmanows Schwester Gulbakhor Ismailova war zuvor Begünstigte des Trusts, wurde aber ausgeschlossen, nachdem sie sanktioniert worden war.

## Beschreibung

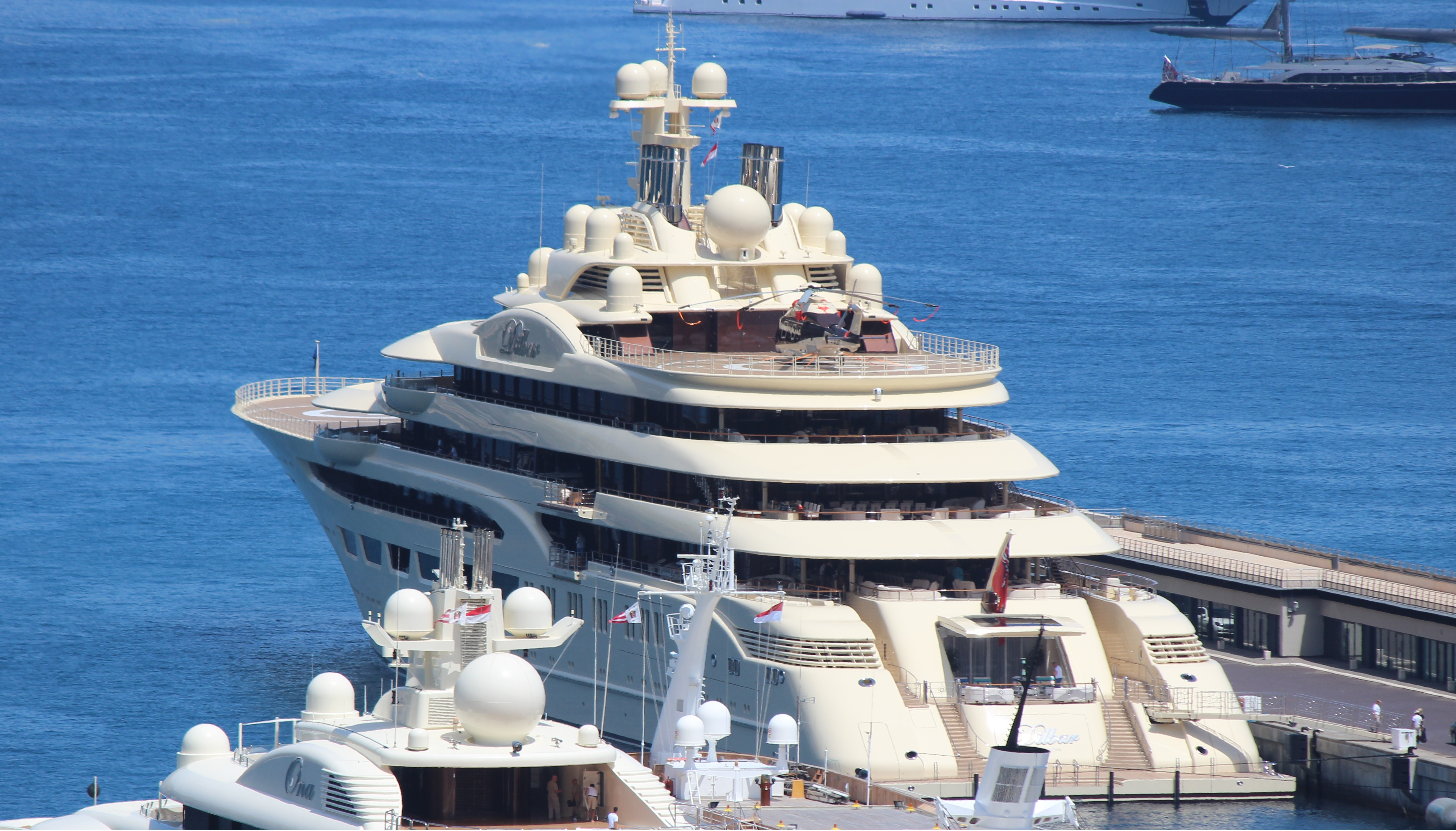
Die Dilbar in Monaco (2017)

Mit 156 Meter Gesamtlänge belegt das Schiff in der Liste der längsten Motoryachten den sechsten Platz. Nach ihrer Vermessung von rund 15.500 BRZ handelt es sich um die größte Yacht der Welt (Stand 2019).
Die äußere Form wurde vom Yachtdesigner Espen Øino entworfen. Für das Interieur war das britische Designbüro Winch Design zuständig.
Zur Ausstattung der Yacht gehören zwei Hubschrauberlandeplätze, ein Helikopter des Typs Airbus H175 und ein 25 Meter langer Swimmingpool an Deck. Weiterhin sind 20 Kabinen für bis zu 36 Gäste vorhanden.

## Auszeichnungen
Die Yacht wurde zur „Motor Yacht of the Year 2016“ in der Kategorie „Displacement Motoryacht 3,000 GT and Above“ gewählt.